# Rabben (bergstopp)
Rabben är en bergstopp i Antarktis. Den ligger i Östantarktis. Norge gör anspråk på området. Toppen på Rabben är 1 432 meter över havet.
Terrängen runt Rabben är platt norrut, men söderut är den kuperad. Trakten är glest befolkad. Närmaste befolkade plats är Troll research station, 19,2 kilometer sydväst om Rabben.